# Leopold Meyer von Schauensee
Leopold Meyer von Schauensee, né en 1852 et mort en 1910, fut le 23e commandant de la Garde suisse pontificale.
Il était l’un des représentants des Meyer von Schauensee, une famille patricienne de Lucerne.